# Informed consent (Pädophilie)
Der Begriff Informed consent wurde seit dem Jahr 1979 vom amerikanischen Autor David Finkelhor als Begründung für eine generelle Ablehnung sexueller Handlungen an, vor und mit Kindern verwendet.
Monika Egli-Alge schrieb in ihrem Impulsreferat zum Abschlussbericht der Reformkommission zum Sexualstrafrecht:

„Finkelhor wies in seinen Studien zwar dramatische Schädigungen bei einem Großteil der Missbrauchsopfer nach, allerdings nicht bei allen. Er fand damit ein entwicklungspsychologisches Argument gegen sexuelle Handlungen mit Kindern, das sich nicht notwendig auf einen Schadensnachweis stützt und somit dem Opfer gegebenenfalls demütigende Untersuchungen erspart.“

Finkelhor formulierte, dass Kinder und teilweise Jugendliche zwar willentlich in sexuelle Handlungen einwilligen können, dabei aber nicht die Tragweite einer solchen Zustimmung überschauen. Demnach stimmten sie der Handlung nicht wissentlich (informiert) zu, unabhängig davon, wem sie zustimmen.
Für die juristische Betrachtung der Sexualität mit Kindern als sexueller Missbrauch hat der Informed consent keine Bedeutung, in den meisten Staaten gilt ein Schutzalter, unter dem sexuelle Handlungen verboten sind.
Durch Finkelhors Begriffsbildung erhielt die Diskussion um Kontakte zwischen Erwachsenen und vorpubertären Kindern eine neue Grundlage und wurde richtungsweisend. Vorher wurde die Bejahung kindlicher Sexualität zum einen als Bestandteil einer antifaschistischen und antiautoritären Erziehung gesehen, Pädophilie wurde im Zusammenhang einer „Befreiung“ sexueller Minderheiten gesehen und in den Kontext der Befreiung des Sexualstrafrechts von moralischen Kategorien und deren Ersetzung durch klar definierte Rechtsgüter gestellt. Die daraus resultierenden pädophilenfreundlichen Positionen verloren erst mit der Durchsetzung des Ideals des informed consent oder „Verhandlungssexes“ zwischen gleichberechtigten Partnern an Legitimation.